# Litoria tyleri
Litoria tyleri é uma rela nativa do Leste da Austrália. Ocorre desde Queensland Sudeste até à costa sul de Nova Gales do Sul. É geralmente uma espécie costeira e não se encontra no interior.

## Morfologia

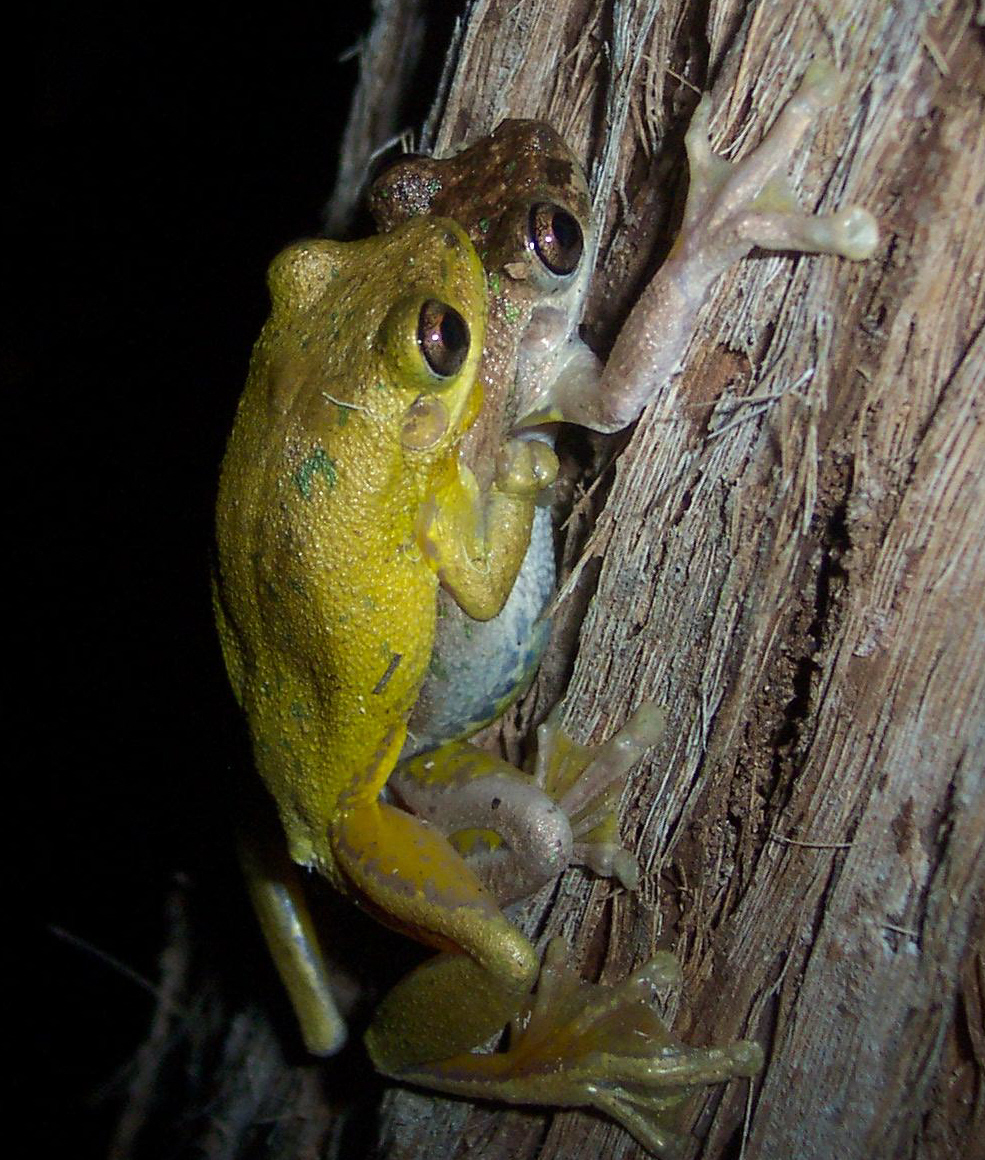
Um casal de Litoria tyleri em um amplexo. O macho está com a coloração amarela típica da época de reprodução.

O sapo é cinzento-acastanhado a castanho-claro (de vários tons) na sua superfície dorsal e um amarelo esbranquiçado na sua superfície ventral. As fêmeas são maiores que os machos e atingem um tamanho máximo de cerca de 50 mm. Tem manchas verdes nas costas. A íris é dourada, e tem uma pupila em forma de cruz. Esta espécie é muito parecida com Litoria peronii. A maneira mais fácil de diferenciá-las é pelo seu chamamento, no entanto, L. peronii tem manchas pretas e amarelas nas coxas, axilas, mãos e pés. L. tyleri tem apenas manchas amarela e marrom esbatidas nas pernas e axilas, não tendo manchas nas mãos e pés. Ao contrário de L. peronii, esta espécie não tem uma linha preta marcada acima do tímpano. Como é uma rã arbórea, as almofadas do dedo do pé são maiores do que os dedos dos pés e das mãos, permitindo-lhe segurar-se bem em ramos. As suas mãos membranas interdigitais parciais, os dedos dos pés tem membranas completas e o tímpano é visível. Durante a reprodução a cor dos machos pode virar amarelo muito forte.

## Ecologia e comportamento
Esta espécie habita florestas costeiras e terreno desflorestado. Normalmente encontrada em torno de barragens permanentes, pântanos e lagos. Os machos chamam da vegetação em torno do corpo de água durante a Primavera e Verão, muitas vezes depois da chuva. A chamada desta espécie é semelhante a um ruído risonho curto, semelhante de Litoria peronii, porém sem uma inflexão descendente.